# Associazione Sportiva Reggina 1949-1950
Questa pagina raccoglie i dati riguardanti l'Associazione Sportiva Reggina nelle competizioni ufficiali della stagione 1949-1950.

## Stagione
La squadra, allenata inizialmente da Giuseppe Peruchetti ed in seguito da Italo Zamberletti, ha concluso il girone D della Serie C 1949-1950 al terzo posto.

## Organigramma societario
Area direttiva
- Presidente: Natale Costantino, Francesco Marra, Antonio Vilardi

Area tecnica
- Allenatore: Italo Zamberletti

## Rosa
| N. |                   | Ruolo | Calciatore        |
| -- | ----------------- | ----- | ----------------- |
| -  | Italia (bandiera) | P     | Corrao            |
| -  | Italia (bandiera) |       | Olivato           |
| -  | Italia (bandiera) | D     | Bruno Genti       |
| -  | Italia (bandiera) |       | Bercich           |
| -  | Italia (bandiera) |       | Gallo             |
| -  | Italia (bandiera) |       | Graziano          |
| -  | Italia (bandiera) |       | Avedano           |
| -  | Italia (bandiera) | C     | Vincenzo Coltella |
| -  | Italia (bandiera) | A     | Roberto Beghi     |

| N. |                   | Ruolo | Calciatore           |
| -- | ----------------- | ----- | -------------------- |
| -  | Italia (bandiera) | A     | Július Korostelev    |
| -  | Italia (bandiera) |       | Giovanni Massagrande |
| -  | Italia (bandiera) |       | Porcino              |
| -  | Italia (bandiera) |       | Gentilomo            |
| -  | Italia (bandiera) |       | Collica              |
| -  | Italia (bandiera) |       | De Martin            |
| -  | Italia (bandiera) | C     | Mario Ferrari        |
| -  | Italia (bandiera) |       | Pastore              |